# Gaby Milder
Gaby Milder (Nijmegen, 20 oktober 1973) is een Nederlands actrice en voice-over. Ze heeft in verschillende Nederlandse films en televisieseries meegespeeld.

## Filmografie
- Ernstige Delicten (2002), als vrouw van Govert.
- Boy Ecury (2003), als Kitty.
- Russen (2000-2003), afl. Taxi, rol: Kiki en afl. Sudden Death, rol: Masje.
- Meiden van De Wit (2003) - Heiki Svenson (Afl. Health & Beauty/Kalverliefde, 2003)
- Baantjer (2004), afl. De Cock en de moord op de zigeuner, rol: Alice Claushuis.
- Bitches (2005), als Josefien (Jo) Finckelstijn.
- Spoorloos verdwenen (2006), afl. De verdwenen ouders, rol: Joyce van Diepenhorst.
- Koppels (2006), afl. Nooit meer vluchten, rol: Ingrid.
- Keyzer & De Boer Advocaten (2006), afl. Licht, rol: onbekend.
- SpangaS (2007-2014) als Rozalie Mokketier.
- SpangaS op Survival (2009) als Rozalie Mokketier.
- Iedereen is gek op Jack (2012) als Moeder van Youri.
- NeonLetters (2012) als figurant.
- Moordvrouw (2013)
- Fuller House (2016-2017, stem) als Rebecca Donaldson-Katsopolis en als Becky
- Incredibles 2 (2018, stem)
- Sune's keuze (2019, stem) als Karin
- Sune's Midzomermissie (2020, stem) als Karin
- Klimaat redden voor beginners (2022, stem) als Nina

Ook heeft ze het boek 'Ondersteboven' van Jill Mansell ingesproken.